# Marie-Armelle Deguy
Pour les articles homonymes, voir Deguy.
Marie-Armelle Deguy est une actrice française. Elle est la fille du poète et essayiste Michel Deguy, 
Après avoir fait le Conservatoire national supérieur d'art dramatique à Paris de 1982 à 1985, elle fut pensionnaire de la Comédie-Française de 1985 à 1988.

## Filmographie

### Cinéma
- 1988 : La Septième Dimension de Laurent Dussaux
- 1988 : Zanzibar de Christine Pascal
- 1988 : L'Enfance de l'art de Francis Girod
- 1990 : Lacenaire de Francis Girod
- 1991 : Sushi Sushi de Laurent Perrin
- 1993 : La Naissance de l'amour de Philippe Garrel
- 1997 : Une femme très très très amoureuse de Ariel Zeitoun
- 1999 : Une saison de Brigitte Coscas
- 1999 : La vie ne me fait pas peur de Noémie Lvovsky
- 1999 : La Tentation de l'innocence de Fabienne Godet
- 2001 : Grégoire Moulin contre l'humanité  de Artus de Penguern
- 2001 : Liberté-Oléron de Bruno Podalydès
- 2002 : Une affaire privée de Guillaume Nicloux
- 2003 : À la petite semaine de Sam Karmann
- 2006 : Prête-moi ta main d'Éric Lartigau
- 2007 : La Môme d'Olivier Dahan
- 2007 : Pars vite et reviens tard de Régis Wargnier
- 2009 : La Sainte Victoire de François Favrat
- 2011 : Les Femmes du 6e étage de Philippe Le Guay
- 2012 : Une place sur la Terre de Fabienne Godet
- 2014 : Maestro de Léa Fazer
- 2017 : Fleuve noir d'Érick Zonca
- 2020: Les amours d Anaïs de Charline Bourgeois-Taquet

### Télévision
- 1984 : Diderot de Philippe Leguay
- 1991 : La haine sous abri de D.Giuliani
- 1992 : Banco machinations de Gérard Vergez
- 1992 : Aerenshehawhe de Jean Baudin
- 1992 : Antoine Rives, juge du terrorisme de Philippe Lefevre
- 1995 : La place royale de Benoît Jacquot
- 1995 : L'Allée du Roi de Nina Companeez
- 1997 : Petites de Noémie Lvovsky
- 1998 : Profession profileur de Patrick Dewolf
- 1998 : Crimes en série, épisodes Nature Morte et Double spirale de Patrick Dewolf
- 1999 : Joséphine ange gardien, épisode Une nouvelle vie de Philippe Monnier
- 1999 : Brigade des mineurs, Suicide d'un adolescent de Michaela Watteaux
- 2000 : Le complexe d'Olympe de Laurence Katrian
- 2001 : Un Pique-nique chez Osiris de Nina Companeez
- 2002 et 2003 : Crimes en série de Patrick Dewolf
- 2004 : Louis la brocante, cinquième saison, épisode Louis et la vie de château de Alain-Michel Blanc
- 2004 : Julie Lescaut, saison 13, épisode 9, de Bernard Uzan : Céline Hélier
- 2004 : L'Instit, épisode 46, Ma petite star de Bruno Dega
- 2006 : Nos familles de Siegrid Alnoy
- 2007 : Les Tricheurs de Laurent Carcélès
- 2008 : Nos enfants chéris de Benoît Cohen
- 2008 : Un flic de Patrick Dewolf
- 2009 : Vénus et Apollon (saison 2) de Tonie Marshall
- 2009 : Julie Lescaut de Jérôme Navarro
- 2009 : Le Chasseur de Nicolas Cuche
- 2009 : Les Bougons de Sam Karmann
- 2009 : Les Bleus de Alain Tasma
- 2010 : L'écornifleur de Philippe Bérenger
- 2010 : Drôle de famille ! de Benoît d'Aubert
- 2010 : Julie Lescaut, saison 19, épisode 2 Contre la montre de Jérôme Navarro : la juge
- 2011 : Dans la peau d'une grande de Pascal Lahmani
- 2011 : Le Bon samaritain de Bruno Garcia
- 2012 : Passage du désir de Jérôme Foulon
- 2012 : Caïn de Bertrand Arthuys, série
- 2013 : Julie Lescaut, épisode Cougar de Christian Bonnet
- 2013 : Nicolas Le Floch de Philippe Bérenger
- 2014 : Le Chapeau de Mitterrand de Robin Davis
- 2021 : Paris Police 1900 de Julien Despaux
- 2022 : Poulets grillés, téléfilm de Pascal Lahmani : inspectrice Eva Rosière
- 2022 : Le Premier venu de Michel Leclerc : Claude
- 2023 : Poulets grillés - La Belle et le Clochard, téléfilm de July Hygreck : inspectrice Eva Rosière

- 2024 : Poulets grillés - Les secrets de l’hôtel : inspectrice Eva Rosière

## Doublage
- 2008 : Dorothy d'Agnès Merlet : Eileen McMahon (Ger Ryan)
- 2009 : Lourdes de Jessica Hausner : MMe Huber (Linde Prelog)
- 2009 : Dans la brume électrique de Bertrand Tavernier : Bootsie Robicheaux (Mary Steenburgen)
- 2010 : Robin des Bois : Gweneth (Tracy-Ann Oberman)
- 2011 : La Solitude des nombres premiers de Saverio Costanzo : Adèle (Isabella Rossellini)
- 2012 : Hannah Arendt de Margarethe von Trotta : Mary McCarthy (Janet McTeer)
- 2012 : Shadow Dancer de James Marsh : Ma (Bríd Brennan)
- 2014 : Winter Sleep de Nuri Bilge Ceylan : Necla (Demet Akbağ)
- 2015 : Main basse sur Pepys Road (mini-série) : Mary (Lesley Sharp)

## Théâtre
- 1985 : Le misanthrope de Molière, mise en scène de André Engel à la MC93 de Bobigny
- 1985 à 1988 : pensionnaire de la Comédie-Française :
- Les Femmes savantes de Molière, mise en scène de Catherine Hiegel
- Le Bourgeois gentilhomme de Molière, mise en scène de Jean-Luc Boutté
- Le Menteur de Corneille, mise en scène d'Alain Françon
- Le Balcon de Jean Genet, mise en scène de Georges Lavaudant
- 1988 : Sophonisbe de Pierre Corneille, mise en scène de Brigitte Jaques au Théâtre de Chaillot de Paris
- 1988 : La Nuit des chasseurs d'après Woyzeck de Georg Büchner, mise en scène d'André Engel au Théâtre de la Colline de Paris, au Théâtre du Huitième de Lyon, au Théâtre des Amandiers de Nanterre et en tournée en France
- 1990 et 1991 : La Petite Catherine de Heilbronn de Heinrich von Kleist, mise en scène d'Isabelle Janier au Théâtre de la Tempête à la Cartoucherie de Paris
- 1990 La Dame de chez Maxim de Georges Feydeau, mise en scène de Alain Françon au Théâtre du Huitième de Lyon et en tournée
- 1992 : La Mort de Pompée de Pierre Corneille, mise en scène de Brigitte Jaques au Théâtre de la commune d'Aubervilliers
- 1992 La Place royale de Pierre Corneille, mise en scène de Brigitte Jaques au Théâtre de la Commune d'Aubervilliers
- 1993 et 1994 : Agnès de Catherine Anne au Théâtre Gérard-Philipe de Saint-Denis
- 1994 : Tchekhov actes III, d'Anton Tchekhov, mise en scène Anastasia Vertinskaïa et Alexandre Kaliaguine au Théâtre des Amandiers de Nanterre
- 1994/1995 : Angels in America de Tony Kushner, mise en scène de Brigitte Jaques au Théâtre de la Commune d'Aubervilliers
- 1996 : Angels in America, 2e partie
- 1996 : Surprise de Catherine Anne, mise en scène de l'auteure, Théâtre de l'Aquarium à la Cartoucherie de Paris
- 1997 : Sertorius de Pierre Corneille, mise en scène de Brigitte Jaques au Théâtre de la Commune d'Aubervilliers
- 1998 : Les Gens déraisonnables sont en voie de disparition de Peter Handke, mise en scène de Christophe Perton au Théâtre de la Colline
- 1999/2000 : Peines d'amour perdues de William Shakespeare, mise en scène d'Emmanuel Demarcy-Mota au Théâtre de la Ville de Paris
- 2000 : Hedda Gabler d'Henrik Ibsen, mise en scène de Brigitte Jaques à la Comédie de Genève
- 2001 : Un message pour les cœurs brisés de Gregory Motton, mise en scène de Frédéric Bélier-Garcia au Théâtre de l'Aquarium à la Cartoucherie de Paris
- 2000 : Cendres de cailloux de Daniel Danis, mise en scène d'Hughes Massignat au Théâtre Gérard-Philipe de Saint-Denis
- 2002 : Viol de Danièle Sallenave, mise en scène de Brigitte Jaques au Théâtre du Rond-Point de Paris
- 2002 : L'Inattendu et Le Diable en partage, deux pièces de Fabrice Melquiot, mise en scène d'Emmanuel Demarcy-Mota au Théâtre de la Bastille de Paris
- 2003 : Le Bonheur du vent de Catherine Anne, mise en scène de l'auteure au Théâtre de l'Est parisien
- 2004 : Le Couloir de Philippe Minyana, mise en scène de Frédéric Maragnani au Théâtre Ouvert de Paris
- 2005/2006 : Le Cas Blanche-Neige de Howard Barker, mise en scène de Frédéric Maragnani au Théâtre de Suresnes
- 2007 : Homme pour homme de Bertolt Brecht, mise en scène d'Emmanuel Demarcy-Mota au Théâtre de la Ville de Paris
- 2007 : Jeux doubles de Cristina Comencini, mise en scène de Claudia Stavisky au Théâtre des Célestins de Lyon, et reprise en 2008 au Théâtre de la Commune d'Aubervilliers
- 2008 : reprise de Le Cas Blanche-Neige au théâtre Odéon Berthier de Paris
- 2009/2010 : La parisienne de Henry Becque, mise en scène de Frédéric Maragnani au Théâtre de l'Ouest parisien
- 2011 : Les Retrouvailles de Arthur Adamov, mise en scène de Gabriel Garran au Théâtre de la Tempête à la Cartoucherie de Paris
- 2011 : La Princesse de Montpensier de Madame de La Fayette, mise en scène de Jacques Vincey au Théâtre de l'Ouest parisien
- 2012 : Le Bourgeois gentilhomme de Molière, mise en scène de Catherine Hiegel au Cado d'Orléans et au Théâtre de la Porte Saint-Martin de Paris
- 2013 : Quartett de Heiner Müller, mise en scène de Florent Siaud au Théâtre La Chapelle à Montréal au Québec
- 2014 : Agnès de Catherine Anne et L'École des femmes de Molière, mise en scène de Catherine Anne au Théâtre d'Ivry-Antoine Vitez : rôle du père et Arnolphe
- 2015 : Trissotin ou Les Femmes savantes de Molière, mise en scène de Macha Makeïeff aux Nuits de Fourvière
- 2015/2016 : Les Caprices de Marianne d'Alfred de Musset, mise en scène de Frédéric Bélier-Garcia au Nouveau théâtre d'Angers et au Théâtre de la Tempête à La Cartoucherie de Paris et en tournée
- 2017 : L'abbatage rituel de Gorge Mastromas de Dennis Kelly, mise en scène de Chloé Dabert au Théâtre du Rond-Point de Paris
- 2017 : Mme Klein de Nicolas Wright, mise en scène de Brigitte Jaques au Théâtre des Abbesses de Paris
- 2020 : Kadoc de Rémi De Vos, mise en scène Jean-Michel Ribes, théâtre du Rond-Point
- 2022 : Le Firmament de Lucy Kirkwood, mise en scène Chloé Dabert, Comédie de Reims, Le 104, Théâtre Gérard-Philipe

2025 :"Bonnes " Texte et m en scène de Louise Herrero Théatre de la Tempête Cartoucherie

## Distinctions
- 2013: Grand prix d'interprétation de la Critique, Montréal
- 2014 : Meilleur second rôle féminin au Festival Jean Carmet de Moulins (Prix du Jury) pour son rôle dans Une place sur la Terre de Fabienne Godet